# José María García Lahiguera
José María García Lahiguera (Fitero, Navarra; 9 de marzo de 1903 - Madrid; 14 de julio de 1989), fue un arzobispo católico español. Ocupó los cargos de obispo de Huelva (1964-1969) y arzobispo de Valencia (1969-1978). 

## Biografía

### Primeros años y formación
Nació en Fitero en 1903. Inició sus estudios eclesiásticos en el Seminario de Tarazona, continuándolos en el Seminario de Madrid. Fue ordenado sacerdote el 29 de mayo de 1926 por el obispo Leopoldo Eijo y Garay. En 1928 obtuvo el doctorado en Derecho canónico en la Universidad Pontificia de Toledo.

### Vida sacerdotal y docente
Inició su oficio sacerdotal en el Seminario de Madrid, ejerciendo primero como profesor y formador, y después como director espiritual, cargo que mantendrá hasta 1950, año en el que fue nombrado obispo. Durante la persecución religiosa desatada en España con motivo de la Guerra civil estuvo detenido 10 días por ser miembro del clero. Al ser liberado se ocupó en atender clandestinamente a sacerdotes y seminaristas que permanecían escondidos. Durante la guerra (1938) fundó, junto con María del Carmen Hidalgo de Caviedes, la Congregación de Hermanas Oblatas de Cristo Sacerdote.
En 1938 el obispo Eijo y Garay le nombró vicario general de la archidiócesis. Fue el confesor de Josemaría Escrivá, desde 1940 hasta 1944. Le confesaba semanalmente hasta que se ordenó Álvaro del Portillo, el 25 de junio de 1944, y pasó a ser su confesor.

### Episcopado
Fue obispo auxiliar de Madrid-Alcalá entre 1950 y 1964. En el mismo año 1950, la Santa Sede aprobó la creación de la Congregación de Hermanas Oblatas de Cristo Sacerdote. Participó en el Concilio Vaticano II. El 7 de julio de 1964 fue nombrado obispo de Huelva, puesto que ocupó hasta el 1 de julio de 1969, cuando fue nombrado arzobispo de Valencia.
El 14 de febrero de 1974 sufrió una trombosis cerebral. Se recuperó de ella pero su salud quedó muy afectada. Presentó su renuncia al cumplir los 75 años, el 9 de marzo de 1978, la cual le fue aceptada pocos meses después. Tras su retiro, pasó a la archidiócesis de Madrid-Alcalá, donde dio a menudo conferencias y retiros.  

### Fallecimiento
Falleció el 14 de julio de 1989. Fue enterrado, a petición suya, en el presbiterio de la Casa Madre de las Hermanas Oblatas.

## Proceso de beatificación
En 1995, el arzobispo de Madrid, Antonio María Rouco Varela, ordenó la apertura de su proceso de beatificación. Dicho proceso fue admitido por la Congregación para las Causas de los Santos el año 2002, habiendo aprobado sus virtudes heroicas el papa Benedicto XVI mediante decreto de fecha 27 de junio de 2011.